# 謝爾蓋·納扎羅維奇·布卡
謝爾蓋·納扎羅維奇·布卡（羅馬化：Serhii Nazarovych Bubka；1963年12月4日—），烏克蘭前男子撐竿跳運動員，綽號「空中鳥人」，世界体育史上最著名撑杆跳运动员。
布卡連續贏得國際田徑聯合會世界冠軍6连冠、1枚奧運撐竿跳金牌，并总计打破男子撐竿跳世界紀錄35次（17次為室外紀錄、18次為室內紀錄）。他是第一位達到6.0公尺及第一位达到6.1公尺的撑杆跳運動員。布卡最佳室外紀錄為6.14公尺，是1994年7月31日於義大利塞斯特列雷創下的；而布卡於1993年2月22日在烏克蘭的頓涅茨克創下的6.15公尺的男子撐竿跳室內紀錄，直到2014年才被超越。
而且布勃卡的一个著名特色是“几乎任何一次刷新世界纪录时都是故意每1厘米、每1厘米的分批量、拆包式刷新”，有些人认为此举是为了持续保持悬念、长久吸引观众，总计35次刷新世界纪录，并曾经长达21年保持着6.15米的撑杆跳室内世界最高纪录（直到2014年2月15日，法国天才雷诺·拉维勒尼以6.16米刷新）。

## 早年
謝蓋爾·布卡出生在烏克蘭蘇維埃社會主義共和國東部盧甘斯克，父親納扎爾是軍人，母親則是醫療助理，布卡說他們都不是運動健將。布卡擁有相當積極的競爭精神，曾經嘗試許多運動項目，直到他後來遇到撐竿跳教練維塔裡·佩特羅夫（Виталий Петров）。布卡在10歲時開始練習撐竿跳，在1978年布卡15歲時為了更好的訓練設備，他與教練前往頓涅茨克。布卡有一位哥哥－瓦西里耶·布卡，也是一位撐竿跳選手，他最好的紀錄是在室內創下的5.86公尺。

## 撐竿跳传奇

### 简述
1981年，布卡參加歐洲青少年錦標賽，這是他第一次參加國際性的比賽，最後得到第7名的成績。不過在1983年赫爾辛基舉辦的世錦賽中，布卡證明他確實已經成為世界第一流的選手，當時比較沒有名氣的布卡最後以5.70公尺的成績奪得金牌。布卡於是開始不斷的打破撐竿跳的世界紀錄。
布卡第一次創下世界紀錄是1984年5月26日創下的5.85公尺，不過在一個禮拜之後，他就將紀錄推升到5.88公尺，並且在1984年7月13日再度以5.90公尺打破自己保持的世界紀錄。布卡在1985年6月13日於巴黎跳過6.00公尺，這個紀錄在長時間內被認為是無法達到的。在幾乎沒有對手的情況下，布卡證明他的紀錄可以維持到1990年代，直到後來他自己打破自己的紀錄為止，布卡保持的最佳個人紀錄是在1994年7月31日所締造的6.14公尺。
直到2007年10月止，布卡是唯一一位跳過6.10公尺的選手，第一次是在1991年西班牙聖塞瓦斯提安。
在一些評論家預測布卡已經走下坡後，他卻於1994年創下6.14公尺的世界紀錄。布卡在4年內（1984－1988年）將世界紀錄推升29公分之多，超過其他選手在過去12年間所達到的。他並且跳過6.00公尺，這個原先被認為是無法達到的高度，總共44次。
布卡在2001年正式退休，他的兒子小謝爾蓋·布卡則是位網球選手，目前是ATP的挑戰巡迴賽的球員。

### 世界田徑錦標賽

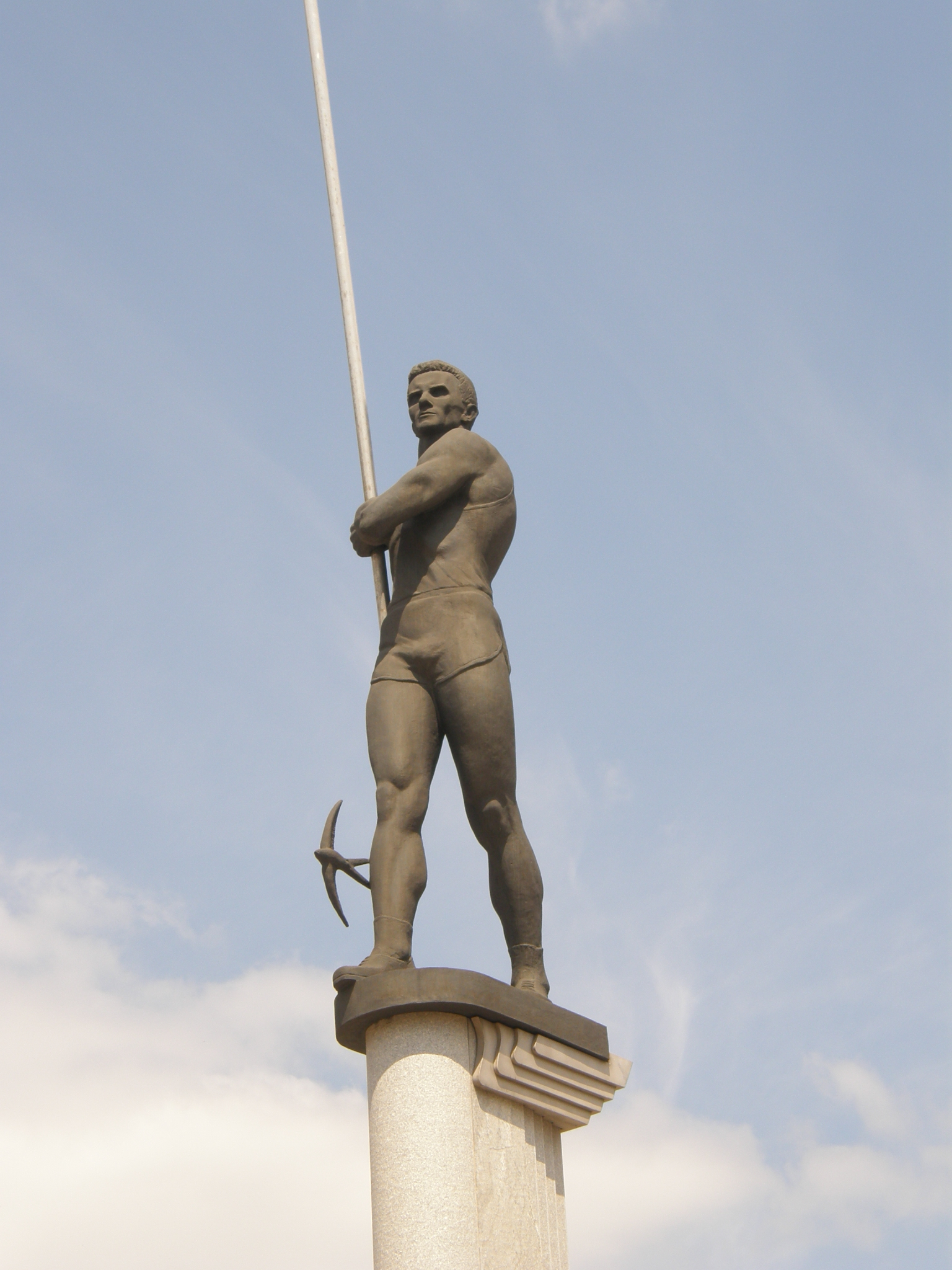
頓涅茨克的布卡雕像

布卡從1983年至1997年為止，連續在6屆世錦賽中奪得金牌：
| 競賽                 | 地點         | 成績 | 紀錄   | 附注               |
| -------------------- | ------------ | ---- | ------ | ------------------ |
| 1983年世界田徑錦標賽 | 芬兰赫爾辛基 | 金牌 | 5.70米 | 第一次创下世界纪录 |
| 1987年世界田徑錦標賽 | 義大利羅馬   | 金牌 | 5.85米 |                    |
| 1991年世界田徑錦標賽 | 日本東京     | 金牌 | 5.95米 |                    |
| 1993年世界田徑錦標賽 | 德国斯圖加特 | 金牌 | 6.00米 |                    |
| 1995年世界田徑錦標賽 | 瑞典哥特堡   | 金牌 | 5.92米 |                    |
| 1997年世界田徑錦標賽 | 希腊雅典     | 金牌 | 6.01米 |                    |

### 奧運撑杆跳
布卡唯一比较郁闷的是奧運会運氣相當倒霉：首次奧運是在1984年的洛杉磯奧運，當時受到蘇聯與東歐國家的聯合抵制。在這次奧運的2個月前，布卡跳過的高度足足比後來的奧運金牌法国人皮埃尔·基农跳過的高度還要高12公分。布卡在1988年參加汉城奧運，最終奪得个人唯一一块奥运金牌。1992年奧運中他的前3跳均失敗，空手而归。1996年亞特蘭大奧運，布卡因為腳後跟傷勢而完全退赛。2000年雪梨奧運中，因為在5.70米的高度3次嘗試皆失敗而被淘汰。
| 高度（米） | 日期       | 地点                 | 附注                                   |
| ---------- | ---------- | -------------------- | -------------------------------------- |
| 6.14       | 1994.07.31 | 義大利都灵           | 原世界纪录（至2020.09.17）             |
| 6.13       | 1992.09.12 | 日本东京             |                                        |
| 6.12       | 1992.08.30 | 義大利帕多瓦         |                                        |
| 6.11       | 1992.06.13 | 法國第戎             |                                        |
| 6.10       | 1991.08.05 | 瑞典哥德堡           |                                        |
| 6.09       | 1991.07.08 | 義大利福尔米亚       |                                        |
| 6.08       | 1991.06.09 | 俄羅斯莫斯科         |                                        |
| 6.07       | 1991.05.06 | 日本静冈             | 原全世界唯一一个6.07米及以上（至2014） |
| 6.06       | 1988.07.10 | 法國尼斯             |                                        |
| 6.05       | 1988.06.09 | 斯洛伐克布拉迪斯拉发 |                                        |
| 6.03       | 1987.06.23 | 捷克布拉格           |                                        |
| 6.01       | 1986.06.08 | 俄羅斯莫斯科         |                                        |
| 6.00       | 1985.06.13 | 法國巴黎             | 全世界第1个6.00米                      |
| 5.94       | 1984.08.31 | 義大利罗马           |                                        |
| 5.90       | 1984.07.13 | 英国伦敦             |                                        |
| 5.88       | 1984.06.02 | 法國巴黎             |                                        |
| 5.85       | 1984.05.26 | 斯洛伐克布拉迪斯拉发 | 第1次创下世界纪录                      |

| 高度（米） | 日期       | 地点               | 附注                                   |
| ---------- | ---------- | ------------------ | -------------------------------------- |
| 6.15       | 1993.02.21 | 乌克兰顿涅茨克     | 原世界纪录（至2014.02.15）             |
| 6.14       | 1993.02.13 | 法國列万           |                                        |
| 6.13       | 1992.02.22 | 德国柏林           |                                        |
| 6.12       | 1991.02.23 | 法國格勒诺布尔     |                                        |
| 6.11       | 1991.03.19 | 乌克兰顿涅茨克     |                                        |
| 6.10       | 1991.03.15 | 西班牙圣塞瓦斯蒂安 | 全世界第1个6.10米                      |
| 6.08       | 1991.02.09 | 苏联伏尔加格勒     | 原全世界唯一一个6.07米及以上（至2014） |
| 6.05       | 1990.03.17 | 乌克兰顿涅茨克     |                                        |
| 6.03       | 1989.02.11 | 日本大阪           |                                        |
| 5.97       | 1987.03.17 | 義大利都灵         |                                        |
| 5.96       | 1987.01.15 | 日本大阪           |                                        |
| 5.95       | 1986.01.28 | 美国纽约           |                                        |
| 5.94       | 1986.01.21 | 美国加州           |                                        |
| 5.92       | 1986.02.08 | 俄羅斯莫斯科       |                                        |
| 5.87       | 1986.01.15 | 日本大阪           |                                        |
| 5.83       | 1984.02.10 | 美国加州           |                                        |
| 5.82       | 1984.02.01 | 義大利米兰         |                                        |
| 5.81       | 1984.01.15 | 立陶宛维尔纽斯     |                                        |

## 技術
布卡擁有巨大的力量、速度與體操能力。根據報導，他撐竿跳時的平均速度可以達到35.7 km/h（9.9m/s、22.2 mph），非常接近100公尺短跑選手的平均速度。布卡握桿子的部位比絕大多數的稱桿跳選手都要高，藉此得到更多的力量，雖然他認為這個握桿造成的影響並沒有那麼大。因為布卡擁有巨大的力量所以可以使用對於他的體重而言比較重的桿子，來獲取更多反作用力。
除此之外，他發展出的彼得羅夫/布卡技術模式也被認為是布卡成功的關鍵之一。這種模式現在被認為比許多其他的模式更佳優秀，因為它讓撐竿跳運動員在身體上升時可以持續對桿子施加力量。大部分傳統的模式是著重於在離開地面之前，將桿子用力插入地面來促使桿子達到最大的彎曲度。但是比起讓桿子彎曲，彼得羅夫/布卡模式則更注重在將身體撐高。

## 榮譽
- 1984年－1986年：連續3年獲選為蘇聯最佳運動員
- 1991年：贏得西班牙阿斯圖里亞斯王子獎（西班牙語：Premios Príncipe de Asturias）運動項目的獎項。
- 1997年：被法國《L'Équipe》日報票選為年度男子運動員
- 《Track & Field News》雜誌譽為50年來最出色的撐竿跳選手

## 退休之後
布卡在2001年成為國際田徑聯合會委員會成員，目前也是烏克蘭奧林匹克委員會的主席及國際奧林匹克委員會的成員。他並在2003年被任命為聯合國教育科學文化組織體育鬥士。
2022年俄國入侵烏克蘭後，有傳言稱布卡在俄佔頓內茨克仍然從事商業行為。對此布卡特別發聲明否認；並表示「與烏克蘭一起，尽一切可能对抗俄罗斯的侵略」。而烏克蘭國安局已介入調查。

## 外部連結
- Sergey Bubka's Official Site（页面存档备份，存于）
- 谢尔盖·布勃卡在的頁面
- A small video with the highlights of Bubka's career
- :: Neo Vault :: Pole Vault Knowledge
- Sergey Bubka's Official Site（页面存档备份，存于）